# Afrika Bambaataa
Afrika Bambaataa (* 17. April 1957 in der Bronx, New York City; bürgerlich Lance Taylor) ist ein seit den 1970er Jahren aktiver New Yorker Hip-Hop-DJ und Gründer der weltweiten Organisation „Zulu Nation“. Weiterhin war er Party-Organisator der späten 1970er und frühen 1980er Jahre. Er zählt zu den stilprägenden Figuren der Anfangszeiten im Hip-Hop.
Im Mai 2016 trat Afrika Bambaataa von der Führung der Zulu Nation zurück, da ihm bis in die 70er Jahre zurückreichender, sexueller Missbrauch von Kindern vorgeworfen wird.

## Einfluss
Weltweites Ansehen erlangt er schon Anfang der 1980er Jahre durch verschiedene Singles, darunter 1982 den internationalen Hit und Klassiker des frühen Hip-Hop, Planet Rock, der sich an der Melodie von Kraftwerks Trans-Europe Express und dem Beat von Kraftwerks Nummern orientiert. Planet Rock begründet den Electro Funk und hat einen sehr großen Einfluss auf House und andere Dance-Stile. Bambaataa trägt den Beinamen „Master of Records“ wegen seines besonders breit gefächerten Musikgeschmacks und einer dementsprechenden Plattensammlung. Seine Interessen sind jedoch nicht nur musikalisch, er engagiert sich mit bekannten Musikern und Mitgliedern der Zulu Nation unter anderem gegen Apartheid, Kriege und Umweltverschmutzung. Durch sein Hip-Hop-internes Wirken kam er zu dem Titel “Godfather of Hip Hop” (deutsch: „Pate des Hip Hop“).

## Projekte
Bambaataa arbeitet mit so unterschiedlichen Künstlern wie dem frühen Dancehall-Star Yellowman, mit UB40, Johnny Rotten von den Sex Pistols, James Brown, Leftfield, Gary Numan und dem italienischen House-Produzenten DePoint zusammen. Durch Afrika Bambaataas Erfolg werden auch seine Bands Planet Patrol, Soulsonic Force und Cosmic Force bekannt. Er bringt unter den Namen Time Zone, Shango, Hydraulic Funk, Khayan und Sirius B (zusammen mit DJ Hardy Hard) Platten heraus. 1998 arbeitet er unter dem Namen I.F.O. (Identified Flying Objects) mit WestBam zusammen. 2004 hat sein Projekt „The Machine“ Premiere.
Afrika Bambaataa wird zwar hauptsächlich mit Hip-Hop assoziiert, doch wie die oben genannten Namen vermuten lassen, lehnt er es ab, sich auf musikalische Genres zu beschränken. Er überrascht immer wieder auch mit Produktionen, die eher den Genres Techno, Rock, Funk oder Reggae zuzuordnen sind. Die Themen seiner Texte sind sehr vielseitig und reichen vom belanglosen Partygeschehen bis hin zu sehr deutlichen und tiefgründigen sozialkritischen und politischen Aussagen. Ebenso unterschiedlich liest sich die Liste von Tonträgerunternehmen, die er häufig wechselt, um besser musikalisch experimentieren zu können und um unabhängig zu bleiben.

## Afrika Bambaataa und die Zulu Nation

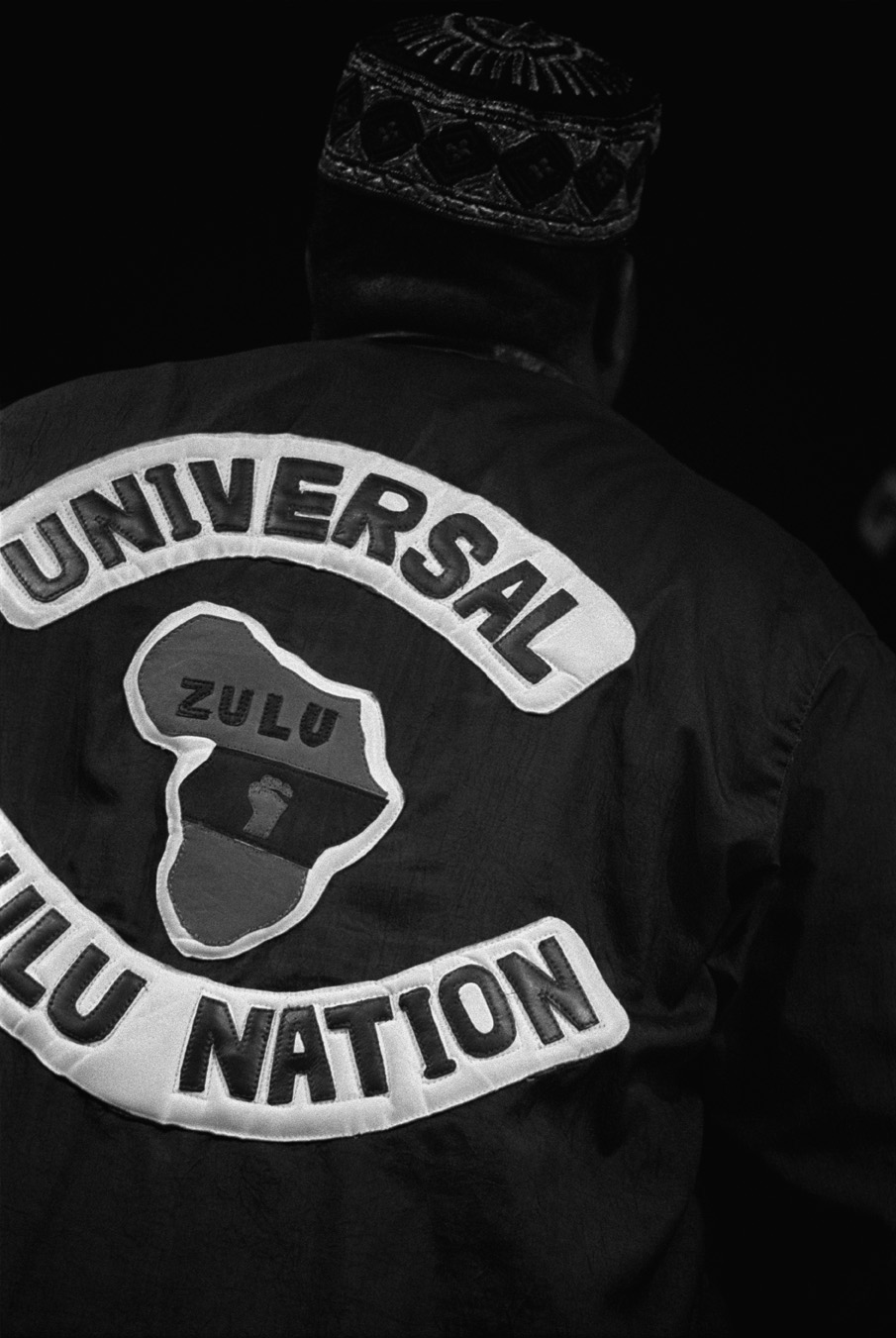
„Universal Zulu Nation“

Neben seinen musikalischen Aktivitäten ist Bambaataa vor allem als Begründer und spiritueller Mastermind der Zulu Nation bekannt: einem international aktiven Kollektiv von B-Boys, DJs, Graffitikünstlern und Rappern, darunter verschiedenste Hip-Hop-Größen wie De La Soul, Queen Latifah, A Tribe Called Quest und die Jungle Brothers.
Die Grundidee dazu hat Bambaataa bereits in jungen Jahren, als er den Film Zulu mit Michael Caine sieht. Beeindruckt durch den Sieg der Zulu, kommt ihm die Idee, selber eine eigene Zulu Nation zu gründen. Später gibt er sich den Namen „Afrika Bambaataa“ (Bambaataa heißt laut verschiedenen Webseiten etwa so viel wie „liebevoller Anführer“). Einen großen und prägenden Einfluss haben auf ihn die musikalischen Größen dieser Zeit, allen voran Sly & The Family Stone, George Clinton und James Brown.
Afrika Bambaataa wächst in der New Yorker Bronx der 1960er Jahre auf. Er ist aktives Mitglied der damals wichtigsten Gang der Bronx, den Black Spades. Über diese Zeit sagt er selber, dass diese Organisationen gerade für die schwarze Bevölkerung eine wichtige Rolle spielten, da sie sich in dieser für sie noch schwierigen Zeit auch für gesellschaftspolitische Dinge in der Nachbarschaft interessierten und einsetzten. So berichtet er zum Beispiel auch von Versuchen, Drogendealer aus der Nachbarschaft fernzuhalten. Nach dem Todesfall eines guten Freundes stellt Bambaataa jedoch die Street Gangs in Frage. Obwohl er den Zusammenhalt und andere Ideale seiner Black Spades in positiver Erinnerung behält, verlässt er sie schließlich.
Afrika Bambaataa erinnert sich an den Zulu-Film und setzt gemeinsam mit Black Spades-Weggefährten seine Idee von der eigenen Zulu Nation um. Wert legt Bam, wie er gerne genannt wird, speziell auf das, was er „das fünfte Element der Hip-Hop-Kultur“ nennt: Auf das Wissen in allen möglichen Lebensbereichen, welches er ständig sammelt und weitergibt, auf Weisheit, Verständnis, Umwandlung des Negativen ins Positive, den Glauben an einen (gemeinsamen) Gott, Freiheit, Gerechtigkeit, Gleichheit, Frieden, Einigkeit, Liebe, Respekt, Arbeit und nicht zuletzt auf Freude am Leben. Schließlich sind die ersten bekannten DJ-Legenden wie Kool DJ Herc oder Grandmaster Flash sowie das Aufkommen der weiteren Hip-Hop-Elemente Rap, Writing und B-Boying der letzte Auslöser für die Idee, dieses alles für die Nachwelt zu bündeln, und für seine eigene Karriere als DJ und MC. Mit seiner Zulu Nation macht er sich weltweit unermüdlich stark für die Pflege der Hip-Hop-Kultur.
Neben den Black Spades und seinen musikalischen Vorbildern zählt Afrika Bambaataa die Nation of Islam zu den Faktoren, die ihn am meisten beeinflusst haben. Der Bezug zu der oftmals kritisierten Organisation ist typisch für Afrika Bambaataa: er informiert sich über viele Dinge, macht sich daraufhin sein eigenes Bild, übernimmt nur Sinnvolles und reicht es danach entweder in seinen Texten, (inzwischen) übers Internet oder in der Öffentlichkeit weiter. Die Bedenken einiger Leute, die ihn nicht kennen, dass er selbst die radikalsten Ideale teilen könnte, dürften schon im Hinblick auf sein gesamtes Handeln und sein Interesse am Weltfrieden und an positiver Völkerverständigung ziemlich unbegründet sein. Er befasst sich weiterhin mit Themen wie den unterschiedlichen Weltreligionen, Geschichte, Wissenschaften, Metaphysik, Politik, Kulturen wie aktuell die des frühen Ägyptens und dessen Mythologie sowie als kritischer US-Bürger auch mit unkonventionelleren Themen wie zum Beispiel Ufologie oder den verschiedenen Verschwörungstheorien.
Das Jubiläum der Zulu Nation wird jährlich um das zweite Novemberwochenende herum gefeiert. Diese Veranstaltung geht über mehrere Tage und zieht Zulu-Nation-Mitglieder der ganzen Welt an. Das Programm setzt sich abwechselnd zusammen aus Treffen, bei denen aktuelles erörtert und diskutiert wird, und danach einem musikalischen Teil, bei dem die oben bereits erwähnten Hip-Hop-Elemente gepflegt werden. Die Treffen finden aktuell in Harlem im National Black Theatre statt, das Musikprogramm im gleichen New Yorker Stadtteil im Kennedy Center. Nebenbei gibt es politische, sozialkritische und ähnliche Aktionen, bei denen Spenden gesammelt oder Infomaterialien verteilt werden. An Ständen werden aktuelle CDs und DVDs, Bücher, Kleidung, Schmuck und ähnliche Dinge aus eigener Herstellung angeboten, die oftmals ebenfalls diesen Themen gewidmet sind.

## Stationen

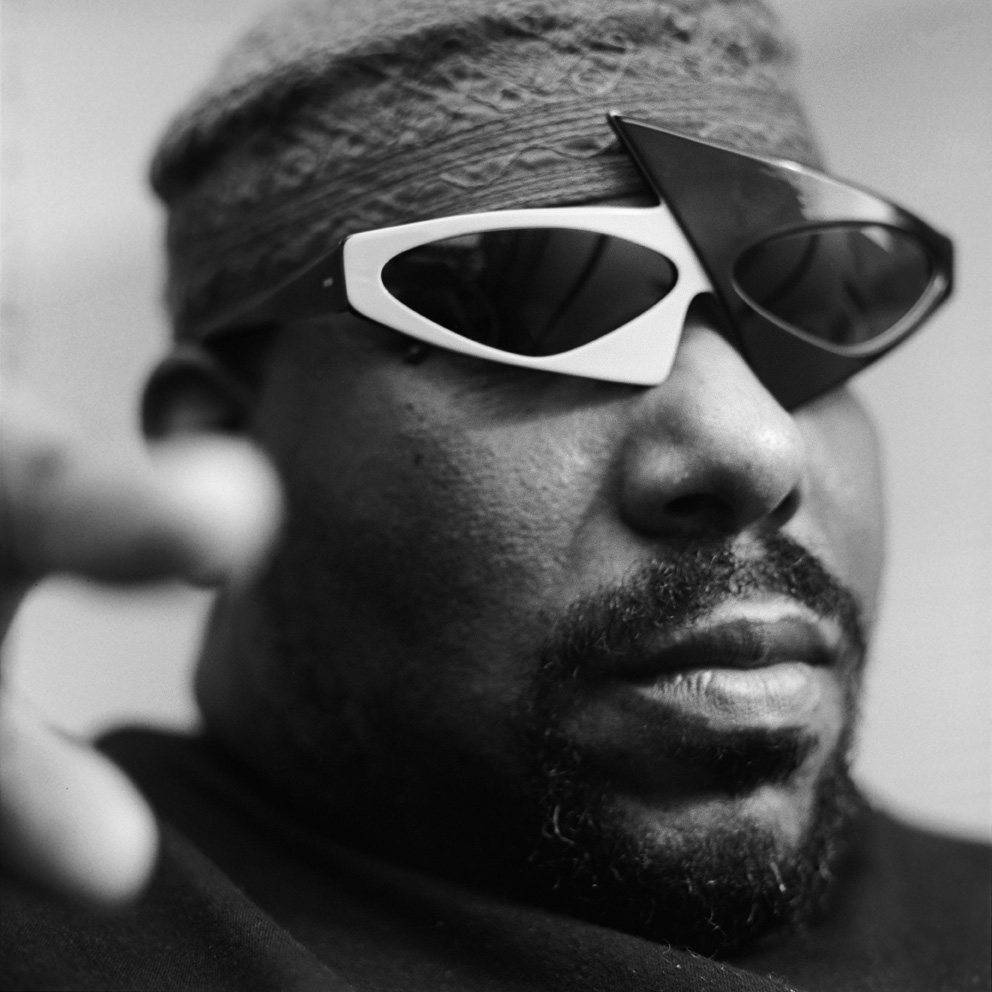
Afrika Bambaataa (1998)

Bambaataa begann seine Karriere als DJ bei den Block Parties in der New Yorker Bronx, wo er mit seinem eigenen Soundsystem auftrat. Er war vor allem bekannt für seine umfangreiche Plattensammlung und seinen unkonventionellen Stil, auch gänzlich andere Musik oder Sprachsamples, beispielsweise von Malcolm X, in seine DJ-Sets mit einfließen zu lassen. In dieser Zeit bekam er den Beinamen „Master of Records“: Er erwarb ihn 1976 bei seiner ersten offiziellen DJ-Battle in der Junior High School 123 gegen Disco King Mario.
Als prägende Veröffentlichung für die Frühzeit ist Planet Rock von 1982 zu nennen, entstanden durch eine Zusammenarbeit mit der Soulsonic Force, Tom Silverman, Arthur Baker und John Robie. Sie verwendeten neben einem Mix aus verschiedenen anderen Klängen die Melodie von Kraftwerks Trans-Europa-Express, einem Stück, das zuvor in den Clubs der Schwarzen für Aufsehen gesorgt hatte. Planet Rock wurde ein Klassiker des Hip-Hop und des Techno, da Wegbereiter wie WestBam oder die Technolegenden aus Detroit dadurch zum eigenen Schaffen angeregt wurden. Zunächst kam es zum Rechtsstreit mit Kraftwerk, bis die Aufteilung der Einnahmen geklärt war. Bambaataa wurde nach Kraftwerk ebenfalls kopiert, etliche Samples aus Planet Rock tauchten in Tracks anderer DJs und Interpreten auf. Die Kombination aus Kraftwerk-Elementen und Rap beeinflusste oder begründete Technolectro, Miami Bass und Electro. Zum Beginn des neuen Jahrtausends brachten verschiedene Popmusiker Songs mit diesen Elementen heraus. Das Video bekam Kultstatus durch seine Dokumentation von Old School Partys, Live-Auftritten der Band und Einspielungen von Weltraumaufnahmen.
Die folgenden Platten Looking For The Perfect Beat und Renegades Of Funk waren Planet Rock-ähnlich. Aus dieser Verkleidungs- und Electro-Phase stammen auch die Filme A Street History und Beat Street sowie das zusammenfassende Planet Rock The Album.
Bedeutende Momente fanden für Afrika Bambaataa 1984 statt, als er sein Vorbild James Brown für den gemeinsamen Song Unity gewinnen konnte. Dieser klingt typisch nach James Brown. Mit John Lydon von den Sex Pistols brachte Afrika Bambaataa das Stück World Destruction heraus. Es ist eine explosive Mischung aus Hip-Hop, Punk und Rock und richtet sich vor allem gegen Kriege.
Einen neuen Weg schlug Bambaataa 1986 mit Beware The Funk Is Everywhere ein. Dieses Album fiel bis auf Bambaataas Theme weniger elektronisch, dafür Hip-Hop-lastiger aus als Planet Rock. Um zu zeigen, wo der Funk noch sein kann, brachte er auch 80er-Rock- und Popsongs auf die Platte.
The Light von 1988 hatte wieder ein anderes Konzept. Afrika Bambaataa produzierte das Album mit Künstlern unterschiedlicher Musikstile, wie Bootsy Collins, George Clinton, Boy George, Yellowman und UB40. Zu dieser Phase gehörten auch die Sho Nuff Funky. Die Musik reicht vom Reggae über Funk bis hin zu klassischen Klängen. Das Stück Reckless mit UB40 hatte den größten Erfolg.
Ende der 1980er arbeitete Afrika Bambaataa am weltweiten Naturschutz-Projekt One World One Voice mit. Neben ihm trugen dutzende Musiker wie Bob Geldof, Clannad oder die Gipsy Kings je ein kurzes Stück zu einem Gesamtmix bei und setzten in dem weltweit ausgestrahlten Dokumentarfilm ein Zeichen für die Situation und Rettung der Erde. Mit dem gleichen Ziel beteiligte er sich ebenfalls mit vielen Künstlern am Video Earth Rise. Ähnlich engagierte er sich gegen das Thema Apartheid und wirkte an einer Veranstaltung anlässlich der Befreiung Nelson Mandelas mit.
1991 begann Afrika Bambaataa damit, House- und Technoklänge in sein Schaffen zu integrieren. Die Alben Decade Of Darkness, 12 Mixes und Jazzing sowie die dazugehörenden Singles entstanden in Zusammenarbeit mit De-Point und lassen sich am ehesten im Bereich des Eurodance einordnen.
Mit Time Zone und der Soulsonic Force veröffentlichte Bam nebenbei wieder Electro- und Hip-Hop-Platten, Warlocks And Witches, Computer Chips, Micro Chips And You, Lost Generation und ihre Auskopplungen genießen unter seinen Fans ein besseres Ansehen als ihre Vorgänger.
Der Soundtrack für ein Computerspiel wurde We Funk This Party Out von 1996, an dem auch Melle Mel und Kurtis Blow mitwirkten.
Nach einer erfolgreichen Zusammenarbeit mit WestBam unter dem Namen I.F.O. brachte Afrika Bambaataa Ende der 1990er mit Leftfield Afrika Shoxx heraus. Das Video mit dem Schwarzen, der sich durch die Großstadt New York City quält und im wahrsten Sinne des Wortes nach und nach an ihrer Härte zerbricht, ist eines der bekanntesten von Chris Cunningham und schaffte es nach MTV und VIVA. Bambaataa spielte eine Nebenrolle.
1999 veröffentlichte Afrika Bambaataa unter dem Namen „Hydraulic Funk“ ein gleichnamiges 2-Step- und Electro-Funk-Album.
In den 1990er Jahren spielte er weltweit in Clubs und auf zahlreichen Techno- und HipHop-Veranstaltungen, bis 2006 spielte er unter anderem auch regelmäßig auf der Loveparade Abschlusskundgebung.
2000 half er der Zulu Nation in Berlin bei der Gründung des Indielabels Mellowvibes Records und produzierte eine Maxi mit Zulu King Ben und Rookid aka 2K. Diese kam nie offiziell auf den Markt, es gab nur eine Promo-Auflage von ca. 500 Stück.
2000 begann die Zusammenarbeit mit Hardy Hard unter dem Namen Sirius B. Bekannt wurde Sirius B durch das Video Tell-Lie-Vision von 2003, weil dieses auf dem Titelstück von Spiegel TV basiert und der Text sich sehr kritisch mit dem Medium Fernsehen auseinandersetzt. Es lief während des Jahres bei Sunshine Live, VIVA und MTV.
2001 fertigte Afrika Bambaataa die Filmmusik für einen Basketball-Werbespot von Nike aus Geräuschen, die beim Ausüben dieser Sportart entstehen. Der Spot wurde nur in Amerika ausgestrahlt, in Deutschland lief ein ähnlicher. Nach dem 11. September dieses Jahres nahm er an Gedenkveranstaltungen teil und veröffentlichte unter anderem unter dem Namen „Hydraulic Funk“ die Single „Star Spangled Banner“, um sich in der politisch stark angespannten Situation für den Frieden einzusetzen.
2004 erschienen die Alben Everyday People und Dark Matter Moving At The Speed Of Light (Electro und Breakbeats).
Im Frühjahr 2005 nahm Afrika Bambaataa an einer Demonstration gegen den New Yorker Hip-Hop-Radiosender Hot 97 teil. Der Grund: Hot 97 hatte einen Song herausgebracht, der die Opfer der Tsunami-Katastrophe in Asien und Afrika diskriminiert. Weiterhin kritisierte Bambaataa frauenverachtende Kommentare des Senders und dessen häufige Benutzung des Wortes „Nigger“. Nach der Flutkatastrophe von New Orleans am Ende des Jahres kritisierte Afrika Bambaataa zusammen mit Verbündeten wie Davey D heftig die US-amerikanische Regierung unter George W. Bush. Grund dafür war die Tatsache, dass von dieser um Tage verzögert und daher für viele der meist farbigen Einwohner zu spät helfend eingegriffen wurde.
2006 wurde Afrika Bambaataa in den Bronx Walk Of Fame aufgenommen und durch VH1 für sein Schaffen in der Hip-Hop-Kultur ausgezeichnet. Trotzdem bewahrte er eine kritische Haltung, da viele vor allem in den Staaten angesiedelte Radio- und TV-Sender dieser Zeit nicht die gesamte Vielfalt des Hip-Hop präsentierten, sondern nur wenige Künstler, die oftmals diese Musikkultur mit einem eher markenorientierten, sexistischen, kriminellen und nicht besonders intelligenten Image belasteten – zu Tageszeiten, an denen Kinder vor dem Fernseher sitzen. Auf Zulu-Nation-Treffen kamen die Vorwürfe an die Medien zur Sprache, Vorbildspflichten zu vernachlässigen und Künstler mit politischeren, aussagekräftigeren und intelligenteren Texten zu benachteiligen, besonders, wenn sie keine Weißen seien.
Am 22. Dezember 2007 beteiligte sich der Künstler am ersten alljährlichen Tribute Fit For the King of King Records zu Ehren des verstorbenen James Brown. Das von Bootsy Collins organisierte Konzert beinhaltete auch Auftritte von Chuck D (Public Enemy), Buckethead, Freekbass, Triage und den Soul Generals.
Ebenfalls 2007 wurde Afrika Bambaataa für die Aufnahme in die Rock and Roll Hall of Fame nominiert. Im Jahr 2008 aufgenommen wurden jedoch andere Künstler, allen voran Madonna, mit der Begründung, wichtiger für ihr jeweiliges Genre zu sein.

## Radio WHCR

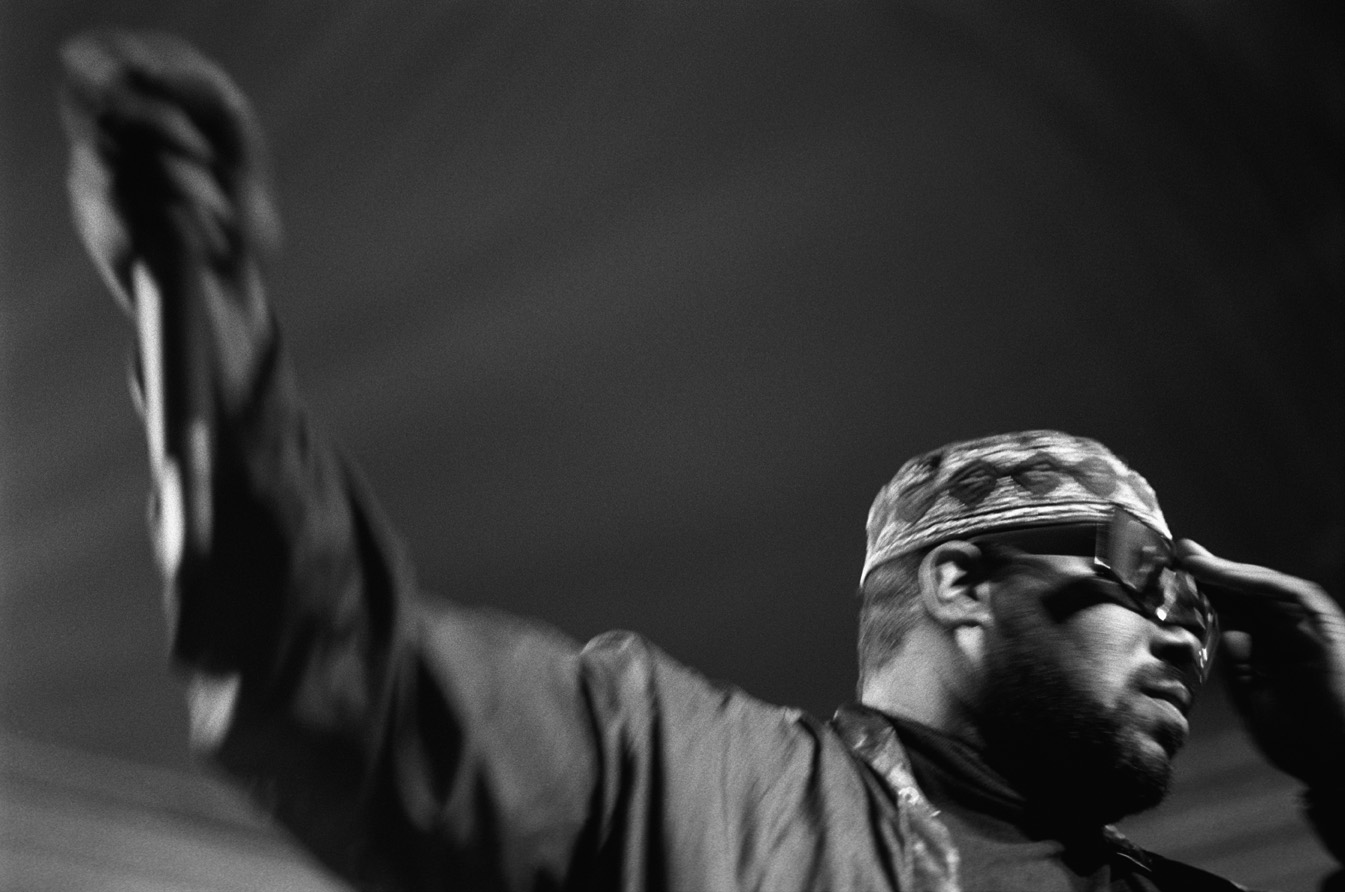
Afrika Bambaataa (1998)

Seit 2004 moderiert Afrika Bambaataa eine eigene Radioshow. Er legt Musik auf, die er „True School“ nennt (abgeleitet von den Hip-Hop-Kategorien Old School und New School, die er auf Grund des wertenden Beigeschmacks für ebenso unsinnig hält wie die Unterteilung in East Coast und West Coast). Es handelt sich zumeist um eine große Auswahl aus Soul, Hip-Hop, Funk, Electro Funk, Miami Bass und Reggae, von balladesk bis tanzbar, von heiteren bis zu ernsten Aussagen. Hörer haben während der Sendung die Möglichkeit, sich zu äußern. Zwischendurch nutzt Bambaataa das Medium Radio für eigene Botschaften an die Hörer. Meistens teilt er sich mit Yoda von der Crash Crew das Studio. Wenn er auf Tournee ist, vertreten ihn Mitglieder der Zulu Nation.

## Vorwurf der sexuellen Misshandlung von Jugendlichen
Im April 2016 bezichtigte der HipHop-Aktivist Ronald Savage Bambaataa der sexuellen Misshandlung, die Bambaataa 1980 an ihm im Alter von 15 Jahren begangen haben soll. In der Folge meldeten sich drei weitere Missbrauchsopfer. Bambaataa veröffentlichte noch im gleichen Monat eine Erklärung im Rolling Stone, in der er die Vorwürfe bestritt. Am 6. Mai 2016 trat er als Führer der Zulu Nation zurück.
Im August 2021 wurde erneut eine Klage beim Obersten Gerichtshof des Staates New York gegen Bambaataa eingereicht, die Vorwürfe enthielt, nach denen er in den frühen 1990er Jahren einen minderjährigen Jungen über einen Zeitraum von vier Jahren sexuell missbraucht und den betroffenen Jugendlichen auch anderen Personen zum Sex angeboten haben soll.

## Werbespots
- 1988: Nescafé (Frankreich)
- 1998: Sprite Coca-Cola – Voltron
- 1999: Casio G-Shock
- 1999: Louis Vuitton – UNICEF
- 2001: Nike Freestyle
- 2001: Reebok Iverson

## Videoalben
- Electro Rock
- Electric Dance Hop
- The Show
- Dance Hits/Dance Classics (Diverse)
- Scratch (Diverse)
- Kings Of Hip Hop The Founders
- Chuck D Hip Hop Hall Of Fame
- Hip Hop – A Street History
- Beat Street
- One World One Voice
- Sun City Making Of
- Earth Rise
- Rapmania
- Redefinition Of Hip Hop
- The Freshest Kids – History Of The B-Boy

## Diskografie

### 1980er
Maxis:
- Afrika Bambaataa & The Cosmic Force: Zulu Nation Throw Down (1980, 12″)
- Afrika Bambaataa & The Soul Sonic Force: Throw Down (1980, 12″)
- Afrika Bambaataa & The Jazzy Five: Jazzy Sensation (1981, 12″)
- Afrika Bambaataa & The Soul Sonic Force: Planet Rock (1982, 12″)
- Afrika Bambaataa & The Soul Sonic Force: Looking For The Perfect Beat (1983, 12″)
- Afrika Bambaataa & The Soul Sonic Force: Renegades Of Funk (1983, 12″)
- Afrika Bambaataa & Friends: Death Mix (1983, 12″)
- Afrika Bambaataa & The Soul Sonic Force: Frantic Situation (1984, 12″)
- Afrika Bambaataa & Family: Funk You! (1985, 12″)
- Afrika Bambaataa & Family: Bambaataa’s Theme (1986, 12″)
- Afrika Bambaataa & Family feat. UB 40: Reckless (1988, 12″)

Alben:
- Afrika Bambaataa & The Soul Sonic Force: Planet Rock – The Album (1984, LP)
- Shango: Shango Funk Theology (1984, LP)
- Afrika Bambaataa & Family: Beware The Funk Is Everywhere (1986, LP/CD)
- Afrika Bambaataa & Family: The Light (1988, LP/CD)
- One World One Voice (Diverse) (1989, CD)

### 1990er
- Afrika Bambaataa And Family: 1999–2000: The Decade Of Darkness (1991, CD/LP)
- Afrika Bambaataa And The Universal Zulu Nation: Hip Hop/Funk/Dance Classics Vol. 1 Feat. The Battle Of The Cold Crush Brothers Versus Grandwizard Theodore & The Fantastic 5 MC's Live At Harlem World/Bronx River Center (1991, LP)
- Time Zone: Thy Will Be Funk (1992, LP)
- 1 Afrika Bambaataa And The Universal Zulu Nation: Hip Hop/Funk/Dance Classics Vol. 2 (1992, LP)
- Afrika Bambaataa And The Universal Zulu Nation: Hip Hop/Funk/Dance Classics Vol. 3 (1993, LP)
- The Grand Rap Masters: Christmas Rapping (1994, CD)
- Afrika Bambaataa: The 12-Mixes (1995, CD)
- Khayan And The New World Power: Jazzin´ (1996, CD)
- Time Zone: Warlocks And Witches, Computer Chips, Micro Chips And You (1996, CD)
- Afrika Bambaataa And The Soulsonic Force: Lost Generation (1998, CD/LP)
- Afrika Bambaataa And Family: Universal Future Funk Vol.1 (1998, LP)
- Afrika Bambaataa And The Soulsonic Force: Planet Rock The Dance Album (1999, LP/CD)
- Afrika Bambaataa: An Electro Funk Breakdown Mix (1999, LP/CD)
- Afrika Bambaataa: Zulu Groove (1999, CD)
- Afrika Bambaataa And The Soulsonic Force: Planet Rock 2000 (1999, LP/CD)
- Afrika Bambaataa: Zulu Nation War Chant (1999, LP/CD)
- Hydraulic Funk: The Spell Of Kingu (1999, LP/CD)
- Tribute to Kraftwerk Feat. Afrika Bambaataa: It’s More Fun To Compute (1999, CD)
- Afrika Bambaataa And The Soulsonic Force: Return To Planet Rock (1999, LP/CD)

### 2000er
- Afrika Bambaataa: Zumbi Zulu (Nacao-Zumbi-Album) (2000)
- Battle Of The Year 2001 (Compilation) mit den Songs It’s A B-Boy Thang und The Cats Crawl (2001)
- Afrika Bambaataa: Looking for The Perfect Beat 1980–1985 (2001, LP/CD)
- Hydraulic Funk Feat. Afrika Bambaataa: Nike Freestyle (2001, CD-ROM)
- Scratch-Soundtrack (2002)
- Afrika Bambaataa presents East Side (2003, Compilation)
- Time Zone: Everyday People (2004, Album)
- Afrika Bambaataa And The Millennium Of The Gods: Dark Matter Moving At The Speed Of Light (2004, LP/CD)
- KRS-One: Keep Right (Gastauftritte) (2004, CD)
- TelLieVision (Sirius B feat. Hardy Hard and Afrika Bambaataa) (2004, LP/CD/Midi)

### Unbekannter Jahrgang
- Afrika Bambaataa and The Horrid: It’s Yours (12″)
- Afrika Bambaataa and Adam Sky: Hopefiends EP: Nuklear Bomb (12″)

## Auszeichnungen
- 1998: Technics DMC DJ Hall Of Fame Award
- 1999: Source Awards: Pioneer Award
- 1999: Hip-Hop (Rock’n´Roll) Hall Of Fame
- 2000: Experience Music Project Museum Seattle
- 2002: Billboard Pioneer Of Hip Hop Award